# Sko-Ella

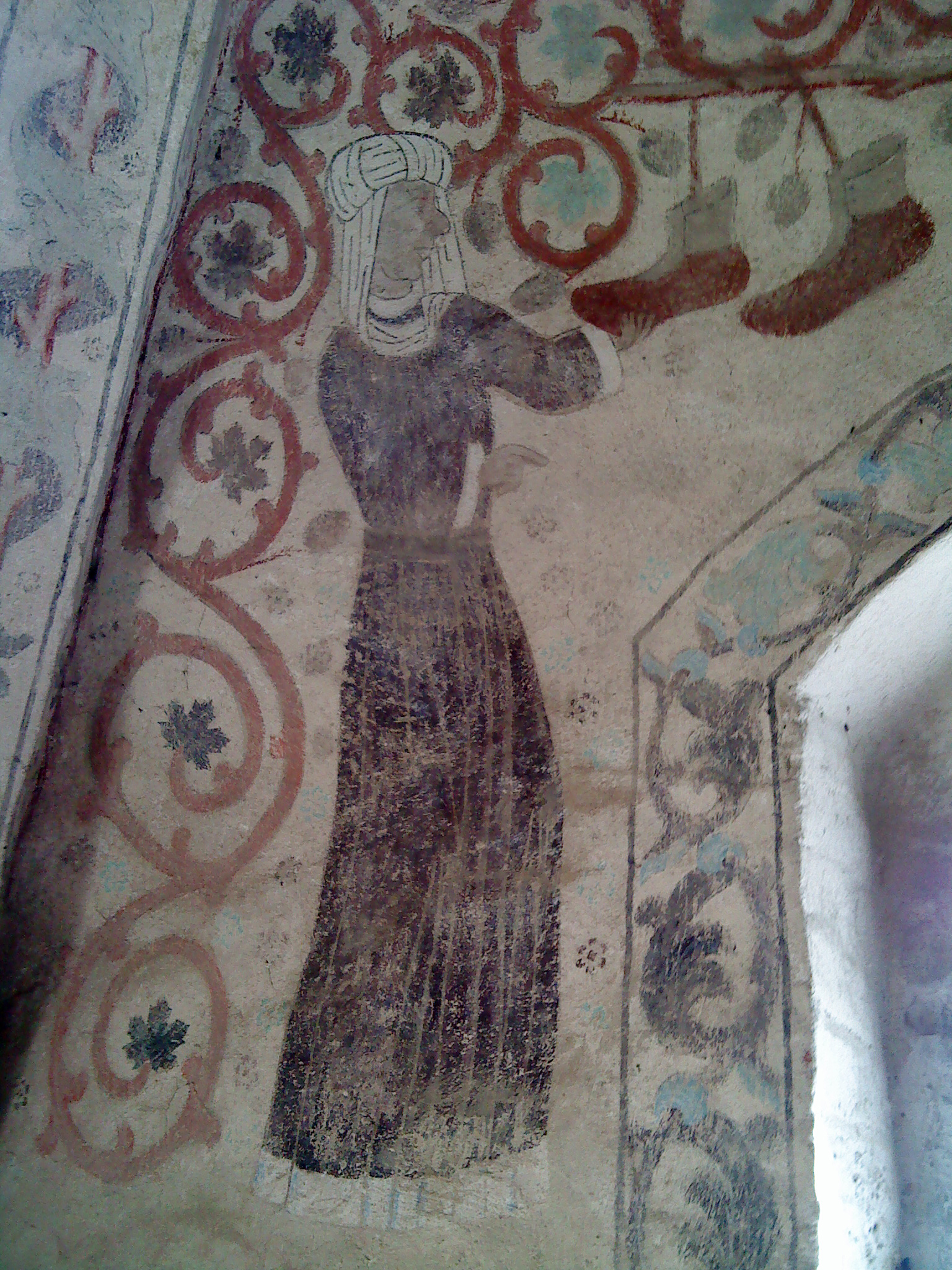
Sko-Ella, målning i vapenhuset i Viksta kyrka.

Sko-Ella var en mytisk kvinna som enligt sagan slog vad med djävulen om att hon skulle kunna sära på ett gift par, något som djävulen misslyckats med. Om hon klarade det skulle hon få ett par nya fina skor. Sko-Ella gick först till hustrun och sade åt henne att skära av tre hårstrån från mannens skägg när han sov för att försäkra sig om hans fortsatta kärlek. Sedan gick hon till mannen och varnade honom för att hans hustru skulle försöka döda honom i sömnen. På natten smög hustrun upp och hämtade en rakkniv för att skära av skäggstråna. Mannen, som endast låtsades sova, öppnade ögonen och såg hustrun stå böjd över honom med kniven. Mannen dödade hustrun men ångrade sig när han såg vad han gjort och tog livet av sig.
Käringen gick nu till djävulen och berättade vad hon gjort och krävde sina skor. Djävulen, som förstod att käringen var ondare än han själv, vågade inte ge henne skorna direkt utan räckte över dem i änden av ett långt skaft.
Denna saga var en vanlig saga för barn på 1400- och 1500-talen. Sko-Ella-motiven finns avbildade i många svenska kyrkor (se nedan).

## Kyrkor med Sko-Ellamotiv
- Härkeberga kyrka
- Morkarla kyrka
- Viksta kyrka
- Tensta kyrka
- Knutby kyrka
- Almunge kyrka
- Hökhuvuds kyrka
- Kumla kyrka, Sala
- Esbo domkyrka

## Bilder i Viksta kyrkas vapenhus

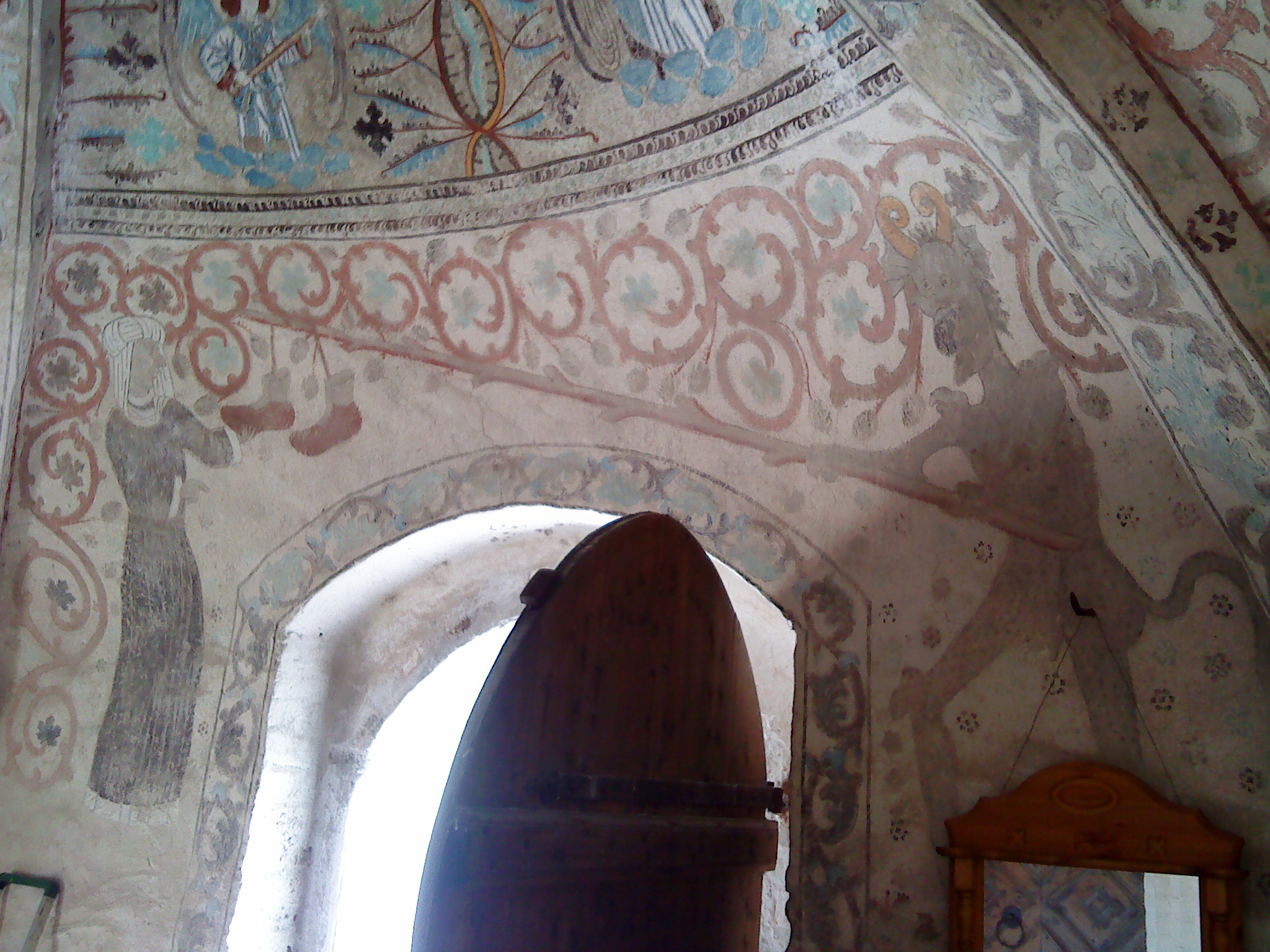
Sko-Ella med Djävulen, vapenhuset Viksta kyrka
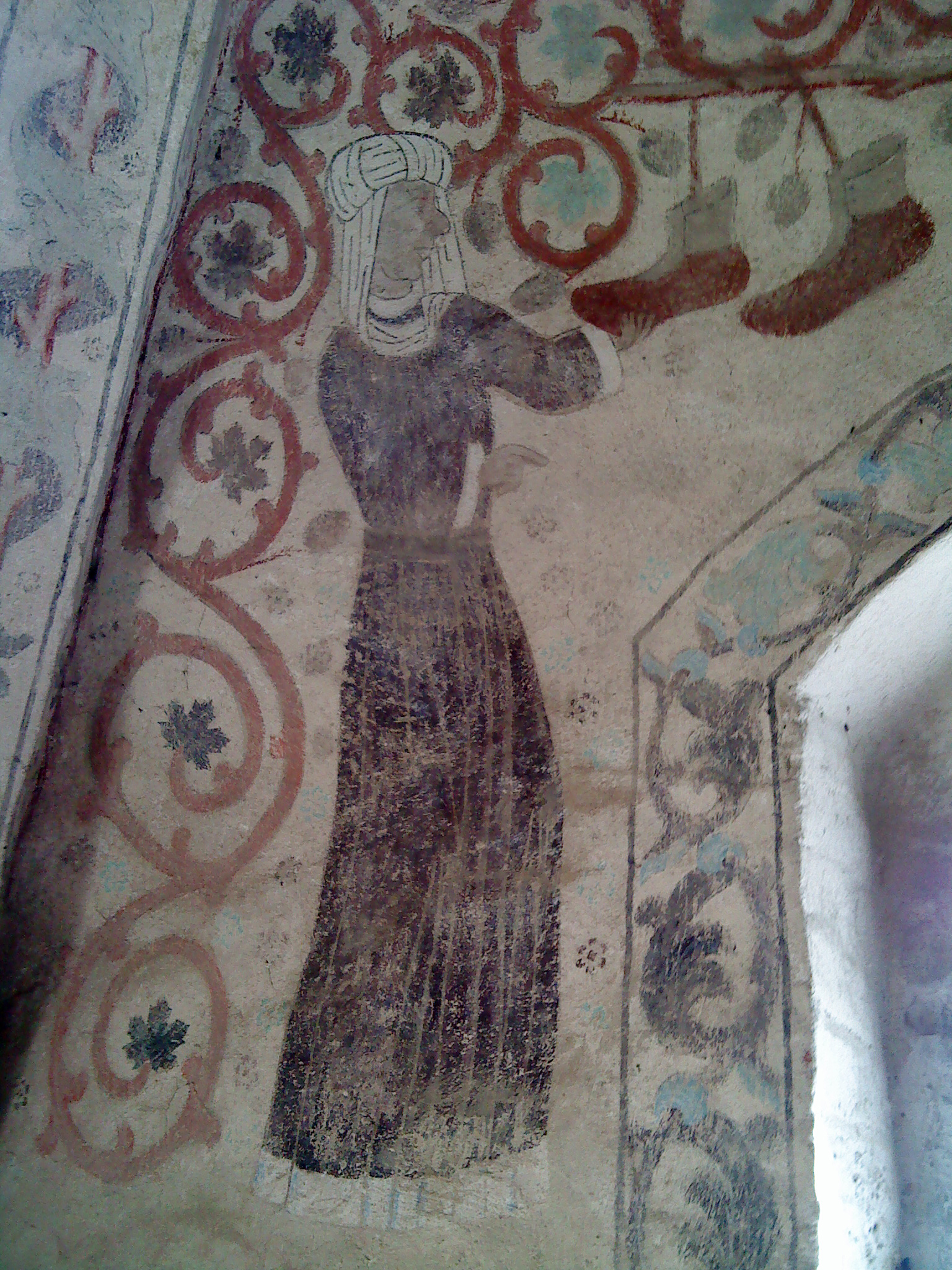
Sko-Ella, närbild Viksta kyrka
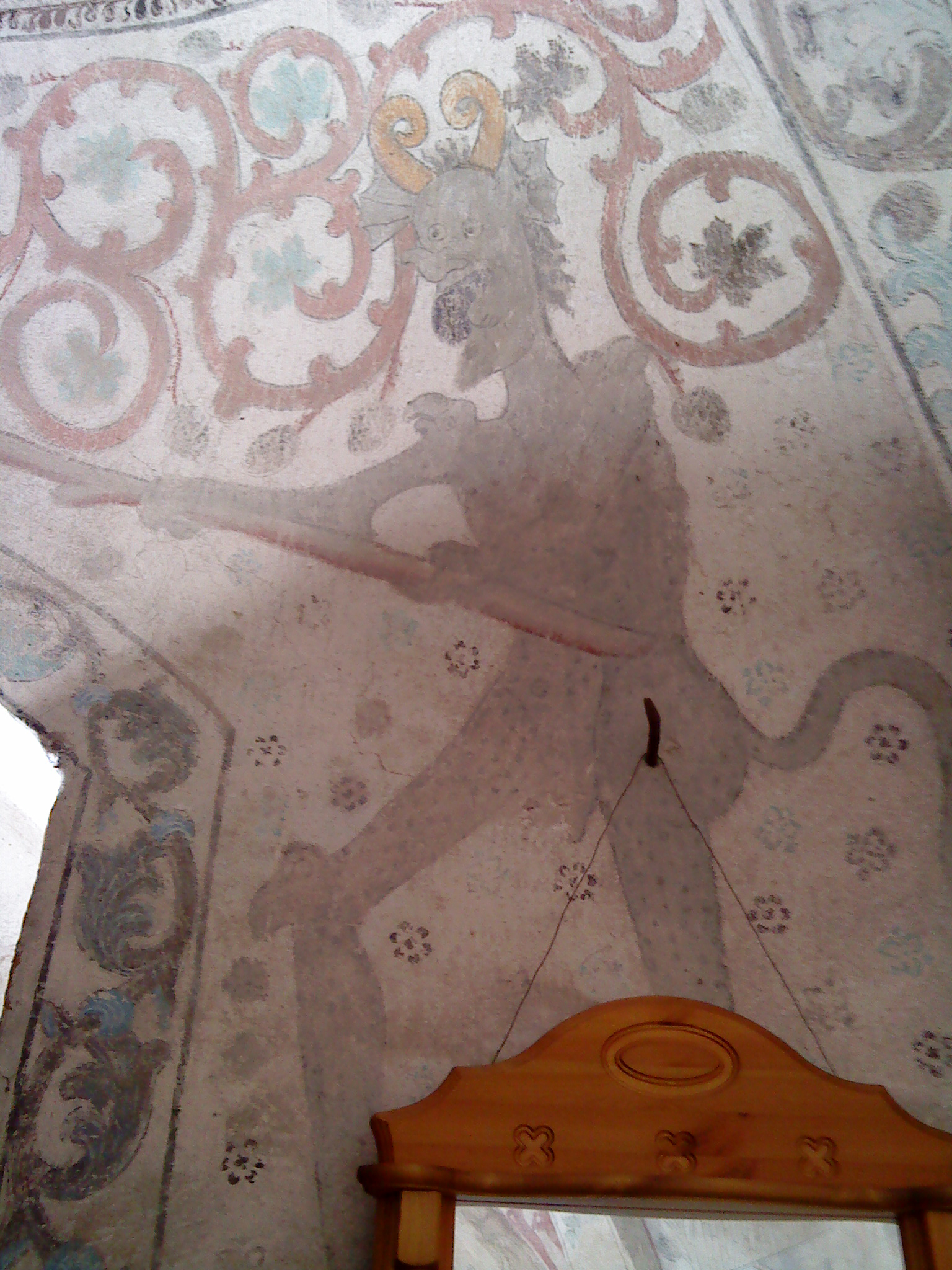
Djävulen, närbild Viksta kyrka